# Giampaolo Allocco

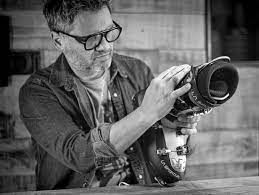
Giampaolo Allocco

Giampaolo Allocco (Pederobba, 16 ottobre 1969) è un designer italiano, specializzato nell’Industrial design legato allo sport.

## Biografia
Dopo il diploma di Perito Industriale, Giampaolo Allocco si iscrive alla Scuola Italiana Design di Padova e termina il periodo formativo con la lode, sotto la docenza di insegnanti della Scuola Politecnica di Milano.
Dal 1995 al 2000 è allievo di Franco Giacometti presso lo studio Giacometti Associati Design Consultants, di cui ha ripercorso la storia davanti alla platea presente, in occasione dell'apertura della mostra "Dentro le pagine, la biblioteca di Franco Giacometti", nel 2023.
Riconosciuto in Italia per la specializzazione nel design dello sport, Allocco conta dal 1996 collaborazioni con importanti aziende del settore, tra cui: Husqvarna e Formula One Minardi. A 26 anni infatti, progetta la livrea della sua prima Formula 1 e successivamente espone i propri progetti a Francoforte, Tokyo, Essen, Milano, Roma, Pesaro e Chicago.
Grazie alla collaborazione costante con il mondo della formazione, al suo lavoro e alla sua filosofia imprenditoriale, a lui sono dedicati libri, articoli, interviste e tesi di laurea. Egli diffonde conoscenze acquisite negli anni di esperienza nell’ambito dell’Industrial Design e dello sport, mediante corsi, workshop e conferenze presso le più prestigiose Università italiane di design.
Nel 2025 è nominato professore a contratto presso IUAV di Venezia, a conduzione del Laboratorio di Design del Prodotto, all'interno del corso di laurea Magistrale Design del Prodotto, della Comunicazione e degli Interni.
Ha inoltre preso parte, in qualità di relatore, al Design Library di Milano e Brera Design Days, oltre ad alcune convention promosse da IUAV Venezia presso Fondazione Benetton e Politecnico di Milano. Nel 2024 è stato membro della Commissione del Premio Lagazuoi Winning Ideas Mountain Awards (WIMA), progetto curatoriale del Lagazuoi EXPO Dolomiti focalizzato sulle idee innovative e sostenibili legate alla montagna.
Nel 2000 fonda Delineodesign, studio italiano di Industrial Design della nuova generazione. La struttura, situata a Montebelluna (TV), ha ospitato nel 2025 il Temporary Museum "Sport Inside", sul connubio tra design e sport: dedicata in particolare al mondo della scuola, la mostra ha posto in evidenza i pezzi iconici raccolti in 25 anni di storia, nell'affiancamento dei più rilevanti brand dello sport e di altri settori, come la gastronomia.
Giampaolo Allocco è stato anche Ufficiale degli Alpini formatosi presso la Scuola Militare Alpina di Aosta e, con la carica di Sottotenente, ha gestito parte della truppa alpina e partecipato ai Campionati Sciistici Truppe Alpine. Nel 2014 progetta e realizza, assieme al giornalista Massimo Rosati, la fiaccola per la prima edizione delle Alpiniadi estive.

## Premi e riconoscimenti
Giampaolo Allocco è detentore di 50 premi internazionali, tra cui la menzione d’onore al Compasso d’Oro International 2017, con Quick Motion, in occasione dell’edizione a tema "Sport-performance and Innovation”.  Nel 2024 si aggiudica nuovamente la menzione d'onore al Compasso d'Oro con MyPick, il locker disegnato per l’azienda pesarese Ifi.
Si aggiungono 2 Good Design Award di Chicago (2019 con Chef n’ Table  e 2011 con Testa Video 504) e 8 Red Dot Design Award (2017 con il progetto Tornado Pro 9118 XWS, 2016 con il progetto Lykos; 2014, 4 nel 2012, 2 nel 2011 a Essen).
Vince per il terzo anno consecutivo Prowinter 2025 di Bolzano, fiera di riferimento dello skibusiness, con lo scarpone Dalbello Veloce Space 120 Dual BOA; nel 2024 si aggiudica la vittoria del Prowinter Award "Retail"  con k2 Mindbender 125 W BOA, uno scarpone "all mountain", scelto tra i prodotti più innovativi.

## Pubblicazioni
- Adi Index 2017[36], Adi per Edizioni ADI Associazione Disegno Industriale a cura di Antonio Macchi Cassia, Carlo Martino, César Mendoza, Danilo Premoli, Francesco Zurlo, 2017.
- Sport – Performance and Innovation, Il catalogo dell'ADI International Compasso d'Oro Award 2017, Scritti di Luciano Galimberti, Diego Nepi Molineris, Carlo Branzaglia, Vincenzo De Luca, Lu Xiaobo, Editore: Adi per Edizioni, 2017.
- Dopo gli anni zero[37][38], a cura di Tonino Paris e Sabrina Lucibello, Editori Laterza,2014.
- Innovazione e utopia nel design italiano, Sabrina Lucibello e Francesca La Rocca, Editore Rdesignpress, 2014.
- Word & works[39][40], Alberto Bassi, 2012.
- Winter workshop 2012[41], a cura di Università Iuav di Venezia, Editore: Università Iuav di Venezia, 2012.
- Creatore di Dedicato a Giusto Pio, il primo volume bio-grafico dedicato al Maestro Giusto Pio in occasione del suo 85º compleanno [42][43]. Il lavoro è stato pubblicato nel 2010.
- Designer’s… “designer’s_exhibit, product, graphic, fashion and food”, a cura di Tonino Paris e Sabrina Lucibello, Editore Rrdesignpress, 2009.
- Design sostenibile “design sostenibile – oggetti, sistemi e comportamenti”, Paolo Tamborrini, Editore Electa, 2009.
- Designer after school “designer after school_work in progress”, a cura di Loredana di Lucchio, Lorenzo Imbesi, Tonino Paris, Editore La Sapienza, 2009.
- Il design che prima non c’era, Prof. Renato De Fusco, Collana ADI, Franco Angeli, Milano 2008, 2008.
- Box circa 40, Giorgio Tartaro,Edizioni Fiera Milano, 2007.
- Young e design ”Young e design – I vent’anni 1987 – 2007”, redazione di GdA, Rimaedit Editore, 2007.
- Adi Index 2006, ADI Associazione Disegno Industriale a cura di Alberto Bassi, Compositori Editore, 2006.
- L’impresa del lavoro, Storie, uomini e cambiamenti a Montebelluna a dintorni 1955-2005. 2005.
- Immaginedesign, young designers’ project, Massimo Musio-Sale, Dario Sigona, ARACNE Editore (testo anno accademico 2006 Politecnico di Milano), 2005.
- Young european designer, Brand Affairs, Editore Daab, 2005.